# Polcevera
El Polcevera, de unos 19 km de longitud es, detrás del río Bisagno, el segundo mayor curso de agua de Génova (y el primero por su cuenca hidrográfica). Cruza en sentido longitudinal la provincia de Génova, en la región de Liguria, dando nombre al valle en el que se asienta. 

## Curso
El Polcevera nace cerca del monte Leco (altitud de 1072 m s. n. m.) con el nombre del Río Verde. A Pontedecimo, después la confluencia del Riccò, toma el nombre de Polcevera. Desemboca en el golfo de Génova, entre los barrios de Sampierdarena y Cornigliano.
Entre sus otros afluentes están el Secca y los ríos Goresina, Torbella, Burba, Trasta  y Pianego.

## Historia
A menudo está el río Polcevera seco, pero es capaz de provocar desastrosos fenómenos aluviales en caso de llenarse (como ocurrió el 8 de octubre de 1970 y aún en varias otras ocasiones.